# 待賢門院堀河

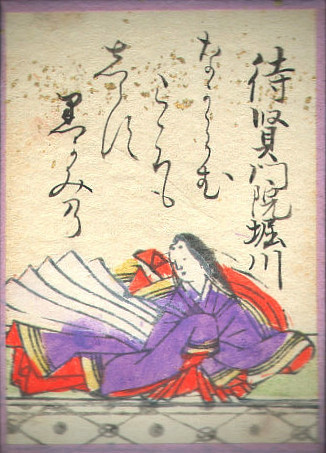
小倉百人一首80番 待賢門院堀河

待賢門院堀河（たいけんもんいんのほりかわ、生没年不詳）は、平安時代後期の歌人。この女房名の前に前斎院六条（さきのさいいんのろくじょう）と呼ばれていた一時期もある。女房三十六歌仙・中古六歌仙の一人。父は神祇伯 源顕仲。姉妹に、顕仲卿女（重通妾）、大夫典侍、上西門院兵衛がいる。

## 経歴
白河院皇女で斎院を退いた二条大宮令子内親王に出仕、六条と呼ばれた。後に鳥羽天皇の中宮・待賢門院藤原璋子に出仕し、堀川と呼ばれるようになった。康治元年（1142年）、主人・璋子の落飾に従い、同僚の待賢門院中納言と共に出家している。少なくとも一度は結婚したらしいが、夫とは死別。『金葉和歌集』以降の勅撰集、歌合等の他、家集『待賢門院堀河集』にも作品を残している。

## 逸話
- 兵衛との姉妹連歌[2]が記録されている。

- 主人だった待賢門院なき後、女房達は高倉三条第で翌年まで服喪していた。西行が、

「あの方はどこに行ってしまったのでしょう」と問いかけたのに対し「それがわかるなら私もついて行ったのに」と応じている。
主のいない法金剛院を訪ね、ヒグラシの声に
思えば法金剛院が最も華やかだったのは、崇徳天皇の行幸の頃だった。
- 幼い子供を残して夫が死んだ[1]。

子供は父のもとに預けて養育した。
子（ね）の日の小松引きは、現代の門松の起源となった行事だが、その日にあたって「おじいさんと孫」の健康長寿を願う様子がうかがえる。
- 西行に無視され素通りされたと怒ってみせた堀河だが[7]、

彼女自身が、春日明神の前を素通りしてしまったこともある。

## 作品
勅撰集
| 歌集名         | 作者名表記                                       | 歌数   | 歌集名         | 作者名表記                     | 歌数  | 歌集名         | 作者名表記                | 歌数 |
| -------------- | ------------------------------------------------ | ------ | -------------- | ------------------------------ | ----- | -------------- | ------------------------- | ---- |
| 後拾遺和歌集   |                                                  |        | 金葉和歌集     | 前斎院六条                     | 6     | 詞花和歌集     | 待賢門院堀川              | 2    |
| 千載和歌集     | 待賢門院堀川 待賢門院ほりかは 待賢門院のほりかは | 11 1 3 | 新古今和歌集   | 待賢門院堀川                   | 2     | 新勅撰和歌集   | 待賢門院堀川 待賢門院堀河 | 1 2  |
| 続後撰和歌集   | 待賢門院堀河                                     | 7      | 続古今和歌集   | 待賢門院堀川 堀川 待賢門院堀河 | 3 1 2 | 続拾遺和歌集   | 待賢門院堀河 堀河         | 3 1  |
| 新後撰和歌集   | 待賢門院堀河                                     | 2      | 玉葉和歌集     | 待賢門院堀河 堀川              | 4 1   | 続千載和歌集   | 待賢門院堀河              | 2    |
| 続後拾遺和歌集 | 待賢門院堀河                                     | 2      | 風雅和歌集     |                                |       | 新千載和歌集   | 待賢門院堀川              | 1    |
| 新拾遺和歌集   | 待賢門院堀河                                     | 1      | 新後拾遺和歌集 | 待賢門院堀河                   | 1     | 新続古今和歌集 | 待賢門院堀河              | 1    |

定数歌・歌合
| 名称               | 時期                             | 作者名表記    | 備考 |
| ------------------ | -------------------------------- | ------------- | ---- |
| 摂政左大臣忠通歌合 | 大治元年8月（1126年の8月か9月）  | 堀河 堀川     |      |
| 西宮歌合           | 大治3年8月29日（1128年9月25日）  | 伯卿女 伯女   |      |
| 南宮歌合           | 大治3年9月21日（1128年10月16日） | 伯女          |      |
| 住吉歌合           | 大治3年9月28日（1128年10月23日） | 伯女          |      |
| 久安百首           | 久安6年（1150年）                | 待賢門院 堀川 |      |

私家集

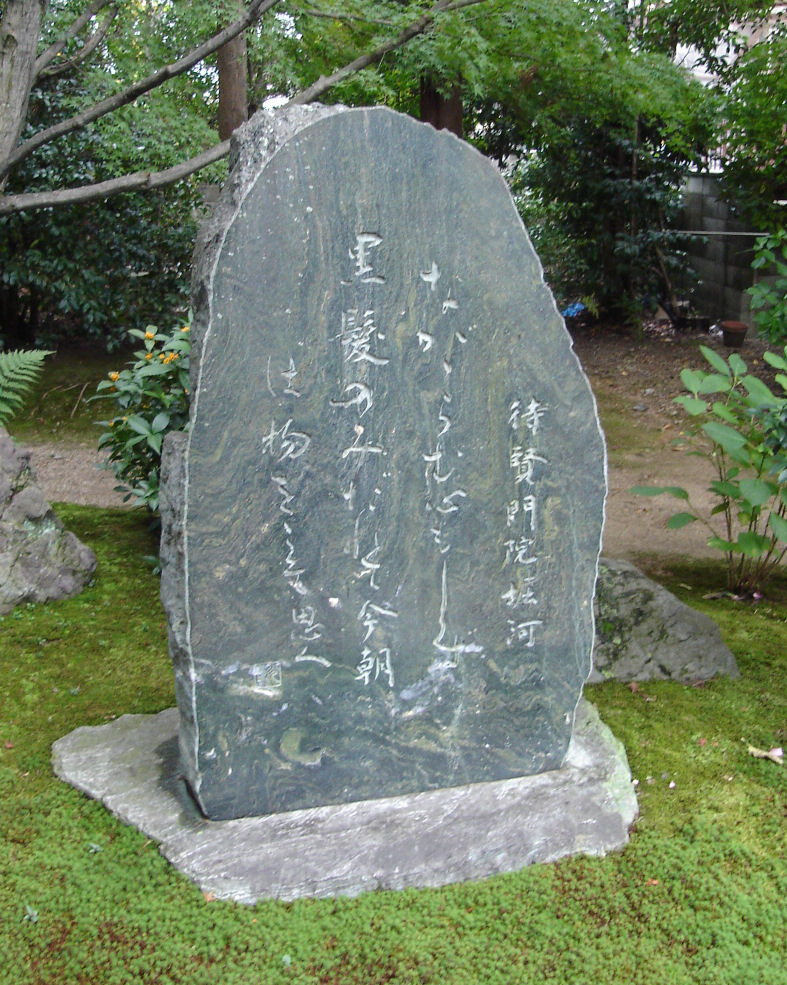
歌碑（法金剛院庭園内）

- 『待賢門院堀河集』（『堀河集』） 補を含め165首[9]
  - 最初にあった小規模な自撰家集に、久安百首のための詠歌が追加されたものが原型。

## 百人一首
- 80番[10]

百人一首屈指の官能的な恋歌として知られるが、久安百首のための題詠として詠まれたものなので、リアルな恋愛体験そのままの歌ではなく、様々な人生経験を経て齢を重ね尼になった作者が技巧的に描いて見せた恋愛シーンということになる。この歌は後朝の歌だが、その前のシーンを題材とした歌にも、「黒髪」「乱れ」を暁の別れに結びつける着想が見られる。